# 1209 Pumma
1209 Pumma је астероид главног астероидног појаса са средњом удаљеношћу од Сунца која износи 3,166 астрономских јединица (АЈ).
Апсолутна магнитуда астероида је 10,6 а геометријски албедо 0,041.